# Germanwatch
Germanwatch e.V. (fundada en 1991), normalmente llamada Germanwatch, es una organización no gubernamental sin ánimo de lucro basada en Bonn, Alemania. Tiene como fines influir en la política pública en temas de comercio, el medio ambiente, y en las relaciones entre los países industrializados del norte y  los subdesarrollados del sur.

## Índice de Desempeño sobre Cambio Climático
El Índice de Desempeño sobre Cambio Climático (CCPI, siglas en inglés) es una publicación anual por Germanwatch, el Instituto NewClimate, y Red Internacional de Acción por el Clima. Evalúa el rendimiento de protección del clima de 56 países y la UE, responsable de más del 90% de emisiones de gases de efecto invernadero.
Desde el CCPI 2018, el CCPI tiene en cuenta las emisiones de gases de efecto invernadero (40%), energía renovable (20%), el uso de energía (20%), y la política climática (20%). La evaluación de la política climática es única en el CCPI y alrededor de 400 expertos son consultados respecto al desempeño en políticas climáticas a nivel nacional e internacional.

## Índice de Riesgo Climático Global
El Índice de Riesgo Climático Global (IRC) que refleja los impactos directos (pérdidas económicas y muertos) generados por los eventos climáticos extremos. Tiene como fuentes de datos a la aseguradora Munich Re y el Fondo Monetario Internacional. El incremento del nivel del mar y la salinización de los suelos no están considerados en el cálculo del índice.
El reporte del 2019 fue presentado durante la Cumbre del Clima en Katowice, Polonia, en diciembre de 2018.